# Stazione meteorologica di Nereto
La stazione meteorologica di Nereto è la stazione meteorologica di riferimento relativa località di Nereto.

## Coordinate geografiche
La stazione meteorologica si trova nell'area climatica dell'Italia centrale, in cui è compreso l'intero territorio regionale dell'Abruzzo, in provincia di Teramo, nel comune di Nereto,  a 163 metri s.l.m. e alle coordinate geografiche 42°49′N 13°49′E.

## Dati climatologici
In base alla media trentennale di riferimento 1961-1990, la temperatura media del mese più freddo, gennaio, si attesta a +6,6 °C; quella dei mesi più caldi, luglio e agosto, è di +24,9 °C .
| Nereto             | Mesi | Mesi | Mesi | Mesi | Mesi | Mesi | Mesi | Mesi | Mesi | Mesi | Mesi | Mesi | Stagioni | Stagioni | Stagioni | Stagioni | Anno |
| Nereto             | Gen  | Feb  | Mar  | Apr  | Mag  | Giu  | Lug  | Ago  | Set  | Ott  | Nov  | Dic  | Inv      | Pri      | Est      | Aut      | Anno |
| ------------------ | ---- | ---- | ---- | ---- | ---- | ---- | ---- | ---- | ---- | ---- | ---- | ---- | -------- | -------- | -------- | -------- | ---- |
| T. max. media (°C) | 9,8  | 11,3 | 14,3 | 18,5 | 23,1 | 27,3 | 30,4 | 30,3 | 26,6 | 21,0 | 15,2 | 12,0 | 11,0     | 18,6     | 29,3     | 20,9     | 20,0 |
| T. min. media (°C) | 3,5  | 3,7  | 6,2  | 9,3  | 13,0 | 16,9 | 19,4 | 19,5 | 16,7 | 12,5 | 8,5  | 5,5  | 4,2      | 9,5      | 18,6     | 12,6     | 11,2 |